# Bob Barton
Robert „Bob“ Barton (* 28. Juli 1947 in Birmingham) ist ein britischer Jazzpianist.
Barton studierte musikalische Theorie und bestand mit 15 Jahren die Prüfungen des Royal College of Music. Seitdem spielt er Jazz, als Solist und mit Bands. Von 1973 bis 1981 arbeitete er zusammen mit Schlagzeuger Trevor Richards und Saxophonist John Defferary; dieses von Richards geleitete New Orleans Trio, das ohne Bassisten auskam (seine sichere linke Hand gestattete dies), trat in ganz Europa auf. Von 1981 bis 1987 leitete er sein eigenes Quintett Superjazz, das mit Musikern wie Louis Nelson, Alton Purnell und Freddie Kohlman unterwegs war. Barton gastierte auch in Amerika und spielte zusammen mit Musikern wie Barney Bigard, Trummy Young, Cozy Cole, Benny Waters und Wallace Davenport. Mit den European Jazz Stars trat er auf dem San Marino Jazz Festival auf. Er ist Mitglied der Jazzeral Old Time Jazzband und auf Platte auch mit Davenport oder Linda Lewis zu hören.

## Diskografische Hinweise
- European Jazz Stars Live at the San Marino Jazz Festival (Jazzpoint Records 1998; mit Oscar Klein, Alexander Katz, Engelbert Wrobel, Lino Patruno, Dana Gillespie, Jan Jankeje, Gregor Beck)
- Level Street Blues (Richmal Records 2003)
- Bob Barton & Thomas Fahrer Boogie Street (2009)